# Glenea albovittata
Glenea albovittata är en skalbaggsart som beskrevs av Stefan von Breuning 1958. Glenea albovittata ingår i släktet Glenea och familjen långhorningar.
Artens utbredningsområde är Filippinerna. Inga underarter finns listade i Catalogue of Life.